# Richardménil
Richardménil é uma comuna francesa na região administrativa de Grande Leste, no departamento de Meurthe-et-Moselle. Estende-se por uma área de 7,17 km². Em 2010 a comuna tinha 2 379 habitantes (densidade: 331,8 hab./km²).